# Cybaeus fushun
Espèce
Cybaeus fushun est une espèce d'araignées aranéomorphes de la famille des Cybaeidae.

## Distribution
Cette espèce se rencontre en Chine au Liaoning dans le xian de Qingyuan et en Russie dans le kraï du Primorié,,.

## Description
La femelle holotype mesure 10,44 mm.
Les mâles mesurent de 6,17 à 6,83 mm et les femelles de 9,83 à 11,75 mm.

## Étymologie
Son nom d'espèce lui a été donné en référence au lieu de sa découverte, Fushun.

## Publication originale
- Lin, Marusik, Gao, Xu, Zhang, Wang, Zhu & Li, 2021 : « Twenty-three new spider species (Arachnida: Araneae) from Asia. » Zoological Systematics, vol. 46, no 2, p. 91-152.